# Ingeborg Eriksdottir de Noruega
Ingeborg Eriksdottir (en noruego: Ingebjørg Eiriksdatter; 1297-1357) fue una princesa noruega y duquesa consorte de Uppland, Öland y Finlandia como la esposa de Valdemar Magnusson de Finlandia. Cuando enviudó, obtuvo un lugar en el consejo de regencia de su sobrino, Magnus II, rey de Suecia y Noruega.

## Familia
Ingeborg fue la única hija del rey Erico II de Noruega y de su primera esposa, Isabel Bruce. Su padre murió el 15 de julio de 1299, cuando Ingeborg tenía uno o dos años. Fue sucedido por su hermano menor, Haakon V, ya que no tuvo hijos varones. En 1300, la madre de Ingeborg arregló el compromiso de su hija de tres años con Jon Magnusson, conde de Orkney (falleció en 1311). El matrimonio no se llevó a cabo; no se sabe si el compromiso se canceló o si Jon murió antes de que Ingeborg cumpliera la mayoría de edad para casarse.

## Matrimonio
En una 1312, en una boda doble en Oslo (también arreglada por su madre), Ingeborg contrajo matrimonio con Valdemar Magnusson de Finlandia, hermano menor del rey de Birger I de Suecia, mientras que su prima, Ingeborg de Noruega, la única hija legítima del rey Haakon V, se casaba con el duque Erik Magnusson de Södermanland, hermano mayor del rey sueco. La dote de Ingeborg Eriksdottir incluía la isla de Öland, por lo cual era a menudo llamada "duquesa de Öland". En 1316, tuvo un hijo que probablemente falleció en la infancia.
En la noche del 10 y 11 de diciembre de 1317, su marido Valdemar y su cuñado, Erik, fueron arrestados durante una visita al rey Birger I en Nyköping. Tras esto, Ingeborg Eriksdottir y su prima y cuñada, Ingeborg Håkansdotter, se convirtieron en líderes de los seguidores de sus maridos. El 16 de abril de 1318, "las dos duquesas Ingeborg" llegaron a un acuerdo en Kalmar con el duque danés Cristóbal de Halland-Samsö y con el arzobispo Esgar de Lund para liberar sus maridos y no hacer paz con los reyes de Suecia y Dinamarca antes del tratado, y las duquesas prometieron cumplir con las promesas en nombre de sus maridos. Más tarde ese mismo año, se confirmó que estos murieron; es probable que hayan muerto de hambre o que fueran asesinados.

## Viudez
Se mencionó a las "dos duquesas Ingeborg" en 1318 como parte del gobierno junto a Mats Kettilmundsson. Parece ser que Ingeborg tuvo un lugar en el consejo de regencia del hijo menor de edad de su prima, el rey Magnus II Eriksson, aunque no hay una lista de los miembros de aquel consejo y no existe otra evidencia para probar esto. Su prima permaneció como una política poderosa por décadas. Ingeborg Eriksdotter era conocida como la duquesa de Öland desde al menos 1340, sobreviviendo a su marido por mucho tiempo. Vivió en Suecia hasta su propia muerte en 1357, a los 59 o 60 años.